# 250526 Steinerzsuzsanna
250526 Steinerzsuzsanna este un asteroid din centura principală de asteroizi.

## Descriere
250526 Steinerzsuzsanna este un asteroid din centura principală de asteroizi. A fost descoperit pe 11 august 2004 la Piszkesteto de Krisztián Sárneczky și Tamás Szalai. Asteroidul prezintă o orbită caracterizată de o semiaxă mare de 3,13 ua, o excentricitate de 0,08 și o înclinație de 12,0° în raport cu ecliptica.